# Wadi Shueib

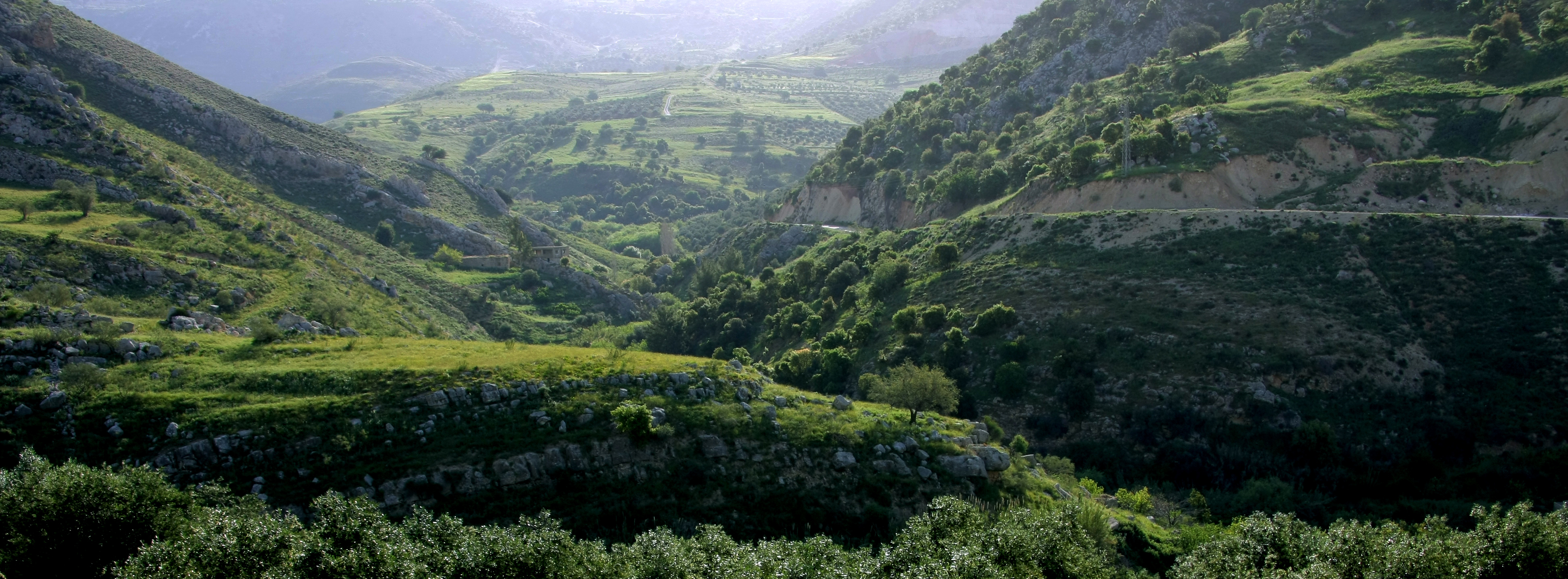

Wadi Shueib (în arabă وادي شُعَيب) este denumirea în limba arabă pentru Valea Jethro. Ortografia corespunzătoare este Wadi Shuʿeib, dar este romanizată și în alte variante: Wady Sho'eib, Wadi Shu'ayb, Wadi Shuaib și Wadi Shoaib. Valea este un ued (wadi) în Iordania.

## Etimologie
Wadi Shueib este numită după Biblie Jethro, Shuʿeib în arabă.

## Geografie și ecologie
Wadi Shueib se află la vest de Sweileh la o altitudine de 1.200 meteri (3.900 ft) de la nivelul mării.
Orașele și satele de-a lungul wadi includ  Salt, Fuheis, și Mahis, care deversează în cursul său canalizare tratată și netratată.

## Baraj modern
Un baraj din pământ a fost construit peste vale în 1968.

## Arheologie
Săpăturile au confirmat faptul că zona a fost un important sit arheologic în perioada neolitică.